# Corporación Universitaria Remington
La Corporación Universitaria Remington, conocida como UniRemington, es una universidad privada colombiana con sede principal en la ciudad de Medellín, sujeta a inspección y vigilancia por medio de la Ley 1740 de 2014 y la ley 30 de 1992 del Ministerio de Educación de Colombia. Fue fundada en 1915 por Gustavo Vásquez Betancourt como la primera Institución en Antioquia para brindar formación para el trabajo y el desarrollo humano.
Su nombre proviene del año 1915, cuando solía ser una institución para el desarrollo de la mujer, dando cursos de mecanografía con máquinas de escribir marca Remington.

## Historia

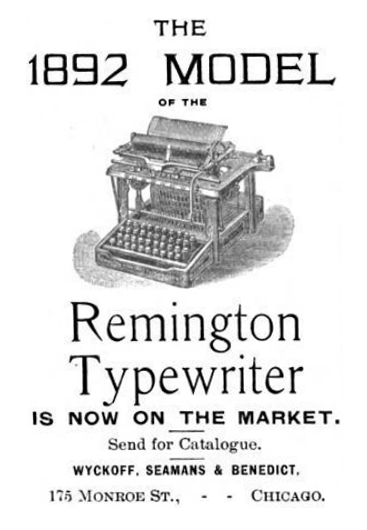
Una Remington modelo 1892, de la que la corporación toma el nombre.

En 1915 Gustavo Vásquez Betancourt, un emprendedor antioqueño, tuvo la iniciativa de estructurar un conjunto de programas de estudio que posibilitaran a la comunidad, especialmente a los habitantes de la ciudad de Medellín, poder capacitarse en corto tiempo para realizar labores de oficina. Se fundó entonces la Escuela Remington de Comercio. Este hecho hizo parte de una revolución cultural pacífica de gran significado para la región y el país en general.
Luego de la muerte del fundador en 1967, sus hijos continuaron con la misión institucional y lideraron un proceso de actualización y renovación institucional. La Escuela Remington de Comercio creció como organización y su reconocimiento social aumentó, toda vez que había certeza en el cualificado desempeño de sus egresados en el medio laboral. También hubo una permanente actualización de los programas educativos acorde con las demandas de los sectores productivos y de servicios, tanto públicos como privados, del departamento y el país. 
Al arribar la Organización Remington a sus 80 años, cuando ya era reconocida por su misión educativa en los niveles de educación básica, media técnica, técnica ocupacional, tecnológica, profesional y de posgrados, el Consejo Directivo de la entidad, por recomendación de la Rectoría, en cabeza del señor Jorge Vásquez Posada, acogió la propuesta de formalizar y evolucionar la organización hacia una institución universitaria. Para el efecto, en 1995 se presentó la propuesta respectiva al Instituto Colombiano para la Evaluación de la Educación. Esta incluyó la carrera universitaria de Contaduría Pública, además de las tecnologías en Sistemas y Administración y Finanzas. Igualmente, se presupuestó diversificar el portafolio de servicios en el marco del modelo pedagógico: “Proceso Integrado de Formación Profesional por Ciclos (PIF)”, el cual incluía todos los niveles de educación hacia el futuro, desde el preescolar hasta las maestrías y los doctorados.
En 1996 el Ministerio de Educación Nacional de Colombia y el Instituto Colombiano para la Evaluación de la Educación, mediante la Resolución 2661, otorgan a la Organización Remington la personería jurídica como institución universitaria, dando lugar a la Corporación Universitaria Remington.

## Misión y Visión
| La Corporación Universitaria Remington es una institución de educación superior privada, profesionalizante, orientada a la docencia, que cumple en términos de alta calidad, con las funciones de docencia, investigación y extensión, con cobertura nacional y proyección internacional de programas académicos en las modalidades presencial, a distancia y virtual, en los diferentes niveles de la educación superior para la formación integral de la persona con competencias profesionales, visión global y valores éticos, morales, políticos, económicos, ambientales y culturales. | La Corporación Universitaria Remington en el año 2026 será una institución de educación superior con altos estándares de calidad en el desarrollo de programas académicos presenciales, virtuales y a distancia, con innovaciones pedagógicas, para que su oferta educativa sea pertinente, atractiva y flexible, comprometida con el desarrollo social, el medio ambiente y con proyección internacional. |

## Metodología

### Educación a distancia
En el 2001, la Corporación Universitaria Remington incursionó en la modalidad de educación a distancia mediante una propuesta metodológica que combina la tutoría y la virtualidad (estrategia metodológica: 60 % tutorial y 40 % virtual).

### Educación virtual
La experiencia adquirida en la modalidad de educación a distancia es la base para que Uniremington haya incursionado en la modalidad de educación virtual, fundamentándose en los lineamientos del Ministerio de Educación Nacional de Colombia (metodología: mínimo 80 % virtual y 20 % tutorial).
El proceso tiene el suficiente apoyo tecnológico, lo cual se complementa con tutorías presenciales semanales, programadas de acuerdo con las zonas o regiones en donde resida el estudiante. Igualmente, se implementan encuentros sincrónicos a través de canales de telepresencia o mediante las plataformas tecnológicas con las que cuenta la institución.

## Áreas estratégicas institucionales
| Uniremington asume la importancia de la investigación como una de las tres funciones sustantivas de las instituciones de educación superior. Con estos parámetros, su propuesta axiológica se fundamenta en el principio del humanismo social, de ahí que determine como política y directriz que el desarrollo de la investigación en la institución se realice con rigor científico, pertinencia académica, impacto social, compromiso con la formación de nuevos investigadores y respeto por las disposiciones éticas, bioéticas, de propiedad intelectual y con reconocimiento del Sistema Nacional de Ciencia, Tecnología e Innovación – Colciencias. Actualmente, estas pautas y estrategias son lideradas desde la Vicerrectoría de Investigaciones de Uniremington. Ver más | Maestro es la unidad de negocios de Uniremington, enfocada y especializada en brindarle a las empresas del país, diversas propuestas de manera continua, profesional, efectiva y eficaz para solucionar, ejecutar o profundizar una idea o necesidad de cualquier organización. La Dirección de Extensión y Proyección - Maestro está orientada a la capacitación, asesoría y formación del talento humano en diversas áreas del saber y de líderes comprometidos con el desarrollo integral de la sociedad. Se ofertan especializaciones, diplomados, seminarios, congresos, talleres, cursos, simposios, foros, conversatorios y demás insumos innovadores desarrollados por las diferentes Facultades de Uniremington y por terceros que ofrezcan la prestación de servicios académicos de calidad acordes con las necesidades y demandas del medio. Ver más | En Uniremington la internacionalización se concibe como un proceso de apertura y transformación organizacional, de incorporación de la dimensión global a las funciones sustantivas y de cooperación e integración de la institución con el entorno mundial. Para el efecto, la Dirección de Internacionalización, Lenguas y Culturas Extranjeras se ocupa de gestionar convenios, alianzas y relaciones interinstitucionales en los ámbitos nacional e internacional para generar mayor presencia y proyección institucional; potenciar la acreditación de alta calidad; fortalecer la movilidad de estudiantes y docentes, y la participación de estos en comunidades académicas y científicas. Ver más |

| Adscrito a la Facultad de Ciencias Jurídicas y Políticas de Uniremington, es una unidad académica y administrativa orientada al seguimiento y monitoreo de información sobre diversos hechos sociales en los que se expresan las desigualdades de género. Construye conocimiento sobre la manera en la cual los sistemas de género configuran relaciones y prácticas de inequidad entre hombres y mujeres en diversos ámbitos. Igualmente, contribuye a la medición de las condiciones sociales, económicas y políticas que enfrenta la población, mediante la generación de datos con enfoque diferencial y de género. De un lado, para visibilizar las particularidades que connota medir la desigualdad según características de sexo, edad, condición étnica, raza, posición económica, entre otras. De otra parte, para situar socio-históricamente, según tiempos, espacios, formas de vida y de relación, los fenómenos de medición de manera que, además de producir cifras, se generen datos que posibiliten explicar y comprender los contextos y los significados de las situaciones de inequidad. Ver más | El Fondo Editorial Remington – FER, adscrito a la Vicerrectoría de Investigaciones, se creó en 2010 y se formalizó en 2012 (Resolución Rectoral del 20 de marzo de 2012). Publica y divulga la producción científica, académica, artística o cultural de los miembros de su comunidad académica y de autores externos, cuyo aporte se considere pueda tener un beneficio para la sociedad y la institución. Modalidades de publicaciones: libros derivados de procesos de investigación; manuales para la enseñanza que complementen los módulos académicos de asignaturas; obras individuales o colectivas de tipo académico; propuestas de colecciones o series de tipo académico, artístico o cultural; y obras por encargo, traducciones o adquisición de derechos (realizadas libremente por los autores adscritos a la institución o de fuera de ella). Ver más | Fundada en 2014. La sede está ubicada en el corregimiento de Santa Elena, al oriente de la ciudad de Medellín. Cuenta con el permiso legal de funcionamiento y el concepto favorable por parte de la Secretaría de Salud de la Alcaldía de Medellín, aval que resalta la calidad y el compromiso del equipo humano que hace parte de la clínica, la cual está adscrita a la Facultad de Medicina Veterinaria de Uniremington. |